# António Capelo
António Martins Moreira Capelo, (Pedorido, Castelo de Paiva, 16 de abril de 1956) é um ator, encenador e político português. 

## Biografia e carreira
António Capelo nasceu no dia 16 de abril de 1956, em Pedorido, no concelho de Castelo de Paiva e no Distrito de Aveiro, no seio de uma família de músicos numa aldeia de pescadores e mineiros. 
Aos 9 anos foi estudar para o Porto, queria seguir Direito, acabou por cursar o curso de Filosofia, na Faculdade de Letras da Universidade do Porto e atingir a maioridade duas semanas depois da Revolução de 25 de Abril de 1974.  No período pós-revolução, começavam a soar as inquietações políticas em Portugal, o que fez também com que Capelo, já com 18 anos querer fazer tudo o que finalmente podia ser feito: representar, cantar  e escrever, já que o Antigo Regime do Estado Novo deixava de censurar as artes. 
Frequentou o Ensino Secundário em Espinho, onde se inicia como ator amador. Em 1977, ingressa na Companhia Seiva Trupe, estreando-se profissionalmente como ator na peça de teatro Os Cornos de Dom Gaitas, de Ramón del Valle-Inclán, sob a direção de Júlio Castronuovo.
Só na década seguinte chegou ao cinema, onde trabalha com vários realizadores portugueses, nomeadamente:                André Badalo, Ana Rocha de Sousa, Jorge Silva Melo, Jorge Paixão da Costa Luis Filipe Costa, Maria de Medeiros e Teresa Villaverde.
Em televisão interpretou imensas personagens de grande destaque, para a RTP, SIC e TVI. 
Além de ator, António Capelo fundou ACE - Academia Contemporânea e encenador do Teatro do Bolhão. 
O ator também é ativo a nível político, em 2019, Marisa Matias lançou em Coimbra a sua candidatura para as Eleições europeias, onde apresentou o ator como mandatário da sua candidatura, ele que também já tinha sido quando a mesma se candidatou à Presidência da República Portuguesa. 

## Reconhecimento
Foi nomeado para os Globos de Ouro de 2003, categoria de Melhor Actor, pelo seu papel no filme Esquece tudo o que te disse, do realizador António Ferreira.  
Ganhou o Prémio de Melhor Actor Secundário, na edição de 2021 do festival de cinema Caminhos do Cinema Português, pelo papel no filme O Clube dos Anjos, realizado por Angelo Defanti. 
Em 2020, foi homenageado na 3ª edição do Ciclo de Concertos de Coimbra. 

## Televisão
Na televisão fez parte do elenco de várias séries e telenovelas: 
| Ano         | Projeto                                      | Papel                               | Notas                 | Canal |
| ----------- | -------------------------------------------- | ----------------------------------- | --------------------- | ----- |
| 1988        | Histórias Quase Clínicas                     | Dr. Mário                           | Protagonista          | RTP1  |
| 1990        | Processo de Camilo                           |                                     |                       | RTP1  |
| 1992        | Ladrão Que Rouba Anão Tem Cem Anos de Prisão | Bóbó                                | Elenco Principal      | RTP1  |
| 1993        | Contos das Mil e Uma Noites                  | Pescador                            | Pequena Participação  | RTP1  |
| 1993 - 1994 | Clube Paraíso                                | César Bonito Buonarroti di Calabria | Protagonista          | RTP1  |
| 1995        | Saudade (Soares dos Reis)                    | António Teixeira Lopes              | Elenco Principal      | RTP1  |
| 1999 - 2000 | A Lenda da Garça                             | José ''Zé'' Maria Bordalo           | Elenco Principal      | RTP1  |
| 1999        | A Hora da Liberdade                          | Otelo Saraiva de Carvalho           | Elenco Principal      | SIC   |
| 2000        | Amo-te Teresa                                | Alberto                             | Elenco Principal      | SIC   |
| 2000        | A Raia dos Medos                             | Jerónimo                            | Participação Especial | RTP1  |
| 2000        | Almeida Garrett                              | Manuel da Silva Passos              | Elenco Principal      | RTP1  |
| 2000        | A Senhora Ministra                           | Adolfo                              | Elenco Adicional      | RTP1  |
| 2000 - 2001 | Ajuste de Contas                             | Carlos Vaz                          | Elenco Principal      | RTP1  |
| 2001        | O Espíritocda Lei                            | Joaquim de Brito                    | Elenco Principal      | RTP1  |
| 2001        | Ganância                                     | Luís                                | Elenco Adicional      | SIC   |
| 2002        | Um Estranho em Casa                          | Daniel                              | Elenco Principal      | RTP1  |
| 2002        | Sociedade Anónima                            | Doutor                              | Elenco Principal      | RTP1  |
| 2002        | A Joia de África                             | Romão da Cunha                      | Elenco Principal      | TVI   |
| 2003        | Amanhecer                                    | Germano                             | Elenco Adicional      | TVI   |
| 2004        | Inspetor Max                                 | Marco neves                         | Participação Especial | TVI   |
| 2004        | A Ferreirinha                                | Silva Torres                        | Elenco Principal      | RTP1  |
| 2005        | Pedro e Inês                                 | Lopo Fernandes Pacheco              | Elenco Principal      | RTP1  |
| 2005 - 2006 | Dei-te Quase Tudo                            | João Lacerda Capelo                 | Protagonista          | TVI   |
| 2006        | Quando os Lobos Uivam                        | Manuel Louvadeus                    | Protagonista          | RTP1  |
| 2007        | Vingança                                     | Horácio Medina                      | Elenco Principal      | SIC   |
| 2007        | Ilha dos Amores                              | Henrique Medeiros                   | Antagonista           | TVI   |
| 2008        | Casos da Vida                                | Domitílio                           | Elenco Principal      | TVI   |
| 2009 - 2010 | Deixa Que Te Leve                            | Fernando Teixeira de Sá             | Antagonista           | TVI   |
| 2010        | Cidade Despida                               | Filipe                              | Elenco Adicional      | RTP1  |
| 2010 - 2011 | Espírito Indomável                           | Joaquim Figueira                    | Protagonista          | TVI   |
| 2011        | Redenção                                     | Rogério Natal                       | Protagonista          | TVI   |
| 2012        | Ela Por Ela                                  | Eduardo Morais                      | Elenco Principal      | TVI   |
| 2012        | Rosa Fogo                                    | Jorge                               | Elenco Adicional      | SIC   |
| 2012        | Liberdade 21                                 | Raul Vasconecelos                   | Elenco Principal      | RTP1  |
| 2012 - 2014 | Doida por Ti                                 | Leonardo Campelo                    | Ator Convidado        | TVI   |
| 2013        | Depois do Adeus                              | Artur Figueiredo                    | Elenco Principal      | RTP1  |
| 2013 - 2014 | Belmonte                                     | Emílio Belmonte                     | Participação Especial | TVI   |
| 2014        | Mulheres de Abril                            | Nuno                                | Participação Especial | RTP1  |
| 2014 - 2015 | Mar Salgado                                  | Frederico Queiroz                   | Antagonista           | SIC   |
| 2015 - 2016 | Santa Bárbara                                | Adriano Viegas                      | Elenco Principal      | TVI   |
| 2017        | Ministério do Tempo                          | Salvador Martins                    | Elenco Principal      | RTP1  |
| 2017 - 2018 | Paixão                                       | João Galvão                         | Co- Protagonista      | SIC   |
| 2019 - 2020 | Na Corda Bamba                               | Octávio Ferraz Nogueira             | Elenco Principal      | TVI   |
| 2020        | A Espia                                      | Nicolau Mascarenhas                 | Elenco Principal      | RTP1  |
| 2021 - 2023 | Para Sempre                                  | Elias Batista                       | Ator Convidado        | TVI   |
| 2024        | Cacau                                        | Justino Vaz Pereira                 | Protagonista          | TVI   |
| 2025 - 2026 | Terra Forte                                  |                                     | Elenco Principal      | TVI   |

## Cinema
Entre a sua filmografia encontram-se: 
| Ano  | Projeto                     | Papel               | Realizado por                         |
| ---- | --------------------------- | ------------------- | ------------------------------------- |
| 1985 | Morte d'Homem               |                     | Filme realizado por Luís Filipe Costa |
| 1988 | Agosto                      | Homem na estação    | Jorge Silva Melo                      |
| 1992 | Adeus Princesa              | Sebastião           | Jorge Paixão da Costa                 |
| 1994 | Nostalgia                   | Dr. António Batoque |                                       |
| 1997 | Tentação                    | Albano              | Joaquim Leitão                        |
| 1998 | O Rio do Ouro               | Joaquim             |                                       |
| 1998 | Os Mutantes                 | Pai de Pedro        | Teresa Villaverde                     |
| 1999 | Jaime                       |                     |                                       |
| 2000 | Capitães de Abril           | Chamarro            | Filme realizado por Maria de Medeiros |
| 2000 | Amor Perdido                | Quim                |                                       |
| 2002 | Esquece Tudo o Que te Disse | Messias             | António Ferreira                      |
| 2011 | O Cônsul de Bordéus         | Teotónio Pereira    | Francisco Manso, João Corrêa          |
| 2011 | Escama de Peixe             | Elias               |                                       |
| 2014 | Encontradouro               | Pica                |                                       |
| 2015 | A Parede                    | João de Almeida     |                                       |
| 2019 | A Lenda do Galo             | Juiz                |                                       |
| 2019 | Portugal Não Está A Venda   | João Dias           | Filme realizado por André Badalo      |
| 2019 | O Nosso Cônsul em Havana    | Blas                | Filme realizado por Francisco Manso   |
| 2020 | Listen                      | Pai de Bela         | Ana Rocha de Sousa                    |
| 2020 | O Clube dos Anjos           | Ramos               |                                       |
| 2021 | Parou                       | António             |                                       |